# بيت فريح (طراح)
بيت فريح (بالفارسية: بیت‌فریح) هي قرية تقع في إيران في قسم طراح الريفي. يقدر عدد سكانها بـ 44 نسمة بحسب إحصاء 2016.